# Ausadża
Ausadża (arab. ‏عوسجة‎; fr. Aousja) – miasto w Tunezji, ok. 40 kilometrów na północ od stolicy kraju, Tunisu, w gubernatorstwie Bizareta. Populacja wynosi 3980 mieszkańców (stan na 2004 rok).
Podstawą gospodarki Ausadży jest uprawa ziemniaków, przy której zatrudnienie znajduje 60% mężczyzn w wieku produkcyjnym. Od 1998 roku w mieście jest organizowany festiwal ziemniaczany, na którym hodowca największego warzywa otrzymuje nagrodę. Innym ważnym sektorem w gospodarce jest przemysł tekstylny, który zatrudnia 35% żeńskiej populacji miasta.